# Fronteira Egito–Sudão
A fronteira entre Egito e Sudão é a linha que limita os territórios do Egito e do Sudão. A fronteira terrestre mede cerca de 1273 km. Começa na tríplice fronteira de ambos com a Líbia e continua para leste até ao Mar Vermelho, ponto pouco ao norte do Trópico de Câncer.
Para a maior parte do traçado, segue-se o paralelo 22 N. Existe uma pequena protuberância sudanesa de 20 km ao longo do rio Nilo. No leste a fronteira está em litígio. Um pequeno território situado a sul do paralelo, Bir Tawil, não é reivindicado por nenhum país. Um território maior localizado no Triângulo de Hala'ib está localizado a norte da fronteira, mas também é reivindicado pelo Sudão, embora administrado pelo Egito. Os egípcios apoiaram o seu crédito sobre a delimitação de 1899. O limite fixado no estabelecimento do condomínio anglo-egípcio sobre o Sudão seguiu a mesma durante todo o seu comprimento. Os sudaneses remetem para a delimitação de 1902. Naquela época, os britânicos chamaram uma segunda fronteira administrativa, que associou o triângulo do Hala'ib ao Sudão. A região é disputada entre os dois países desde sua independência.